# Палиця-копачка

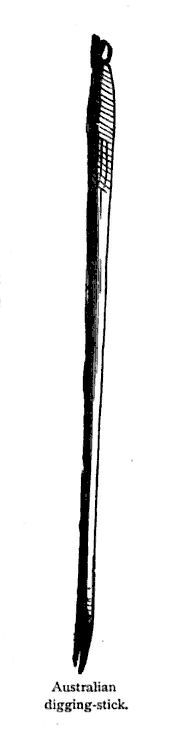
Палиця-копачка аборигенів Австралії

Палиця-копачка — термін, уживаний в археології та антропології для гілки дерева з загостреним, іноді обпаленим на вогні кінцем, яка призначається для розкопування чи розпушування. Примітивне знаряддя для збиральництва та рільництва. З'явилася мільйони років тому, це один з найдавніших інструментів, уживаних людиною, поряд з дрюком та каменем.
Спочатку предки людей уживали прості ломачки з гострою скалкою, щоб викопувати з землі їстівне коріння, розривати мурашники та нори тварин. З відкриттям вогню та початком кам'яної індустрії палиці стали обстругувати кам'яними осколками (надалі ножами) і обпалювати для твердості на вогні. Вони уживалися як для збиральництва, так і для копання ям. Згодом з'явилися «вдосконалені» зразки з кам'яними наконечниками, обважнювачем, виростком-ступаком тощо. З початком примітивного рільництва палиці-копачки різного розміру (до 2 м завдовжки) уживалися для розпушування ґрунтів. Подальший розвиток палиці-копачки привів до появи первісних лопати (розширення робочої частини) та мотики (використовування відростка на палиці).
У доколумбовій Америці палиці-копачки були основним засобом розпушування землі. У Мексиці та Центральній Америці палиця-копачка, відома там як «коа» (coa), була традиційним рільницьким знаряддям для вирощування кукурудзи. Вона й досі там уживається у деяких відсталих суспільствах. Робочий кінець зазвичай має розширення у формі трикутника. Більш сучасні варіанти коа мають металевий наконечник.
Палиця-копачка зберігається досі, здебільшого у народів екваторіального та тропічного поясу. До її уживання інколи доводиться вдаватися і деяким подорожанам та «виживальникам» у дикій місцевості.